# スープラネット
スープラネット（英語: Supranet）は、21世紀の変わり目に、情報技術分析会社ガートナーによって造られた用語で、「モノのインターネット」を要素の1つとして組み込んだ概念である、物理世界とデジタル（仮想）世界の融合を表す。

## 歴史
2000年の開始時、この用語は、インターネット、モバイル通信、常時接続、センサ、および高度なヒューマンコンピュータインタラクションの継続的な収束を暗示していた。その後の詳細では、電子タグ付け（たとえば、RFIDを介して）、ジオタギング、および電子ジオマッピング（つまり、インターネット座標を測地座標にマッピングする）を含むように拡張され、物理と仮想の融合が完了した。

## パラダイム
全体的に、これらの出版物は次の傾向を予測しており、すべて「スープラネット」の見出しに含まれている。
- 微小電気機械システムやRFIDタグなどの小型インテリジェントデバイスの増加は、2001年にはすでに数十億に上る。
- 物理的なオブジェクト（消費財から自動車、医薬品から衣類、紙幣や紙のシートまで）の電子コーディング。これにより、すべてが一意に識別可能。
- そのようなオブジェクトのすべてまたはほとんどがワイヤレスインターネット（「モノのインターネット」）を介してネットワーク化されるという事実。
- そのような物体を運ぶすべての人間（または動物）がネットワーク化され、識別可能であるという事実。
- そのような多くの実体（動物や物体）の地理的位置がますます正確に知られるようになるという事実。
- 惑星の表面が、アドホックGISを介して、または地球上のすべての平方メートルにIPアドレスを割り当てるなど、より明確な方法でインターネットにマッピングされるという事実。

## 実用的な側面
スープラネットの実用的な一般的な例は、写真のジオタグである。これは、 Flickr、Panoramio、Picasaで、おそらく（必ずしもではない）GPS対応カメラを使用して行うことができる。ただし、アプリケーションはユーザーの想像力によってのみ制限される。山道の植物の植物の描写から、ピンチョの丘からの現在の風景の実際のビジョンへの古代ローマの投影まで、場所に電子情報を添付することが可能になる。製品がサプライチェーンに沿った経路を自己決定し、自動組み立てすることが可能。フィクションのキャラクターに似たサイボーグを育てることが可能。3次元の物理空間を移動すると、デジタル/仮想空間の移動と一致し、その逆も同様。宇宙とサイバースペースの間のしきい値はあいまいであり、最終的には、私たちがどちらにいるのかが不明確になることさえある。
それ以来、スープラネットの概念はメディアで話題になり、科学研究や製品開発でも使用されてきた。スープラネットの影響を強く受けた大規模プロジェクトの注目すべき例の1つは、"仮想オーストラリア"である。
彼のその後の作品のいくつか（例えば）で、元のガートナーの著者の1人は、スープラネットの概念の前兆がいくつかあることを明らかにし、デビッド・ゲランターの功績、パイオニアとしてG.W.フィッツモーリス 、およびJ.C.スポラー を認めている。